# Campeonato Asiático de Atletismo de 2023 - 3000 m com obstáculos masculino
A prova dos 3000 metros com obstáculos masculino do Campeonato Asiático de Atletismo de 2023 foi disputada no dia 14 de julho de 2023, no Estádio Nacional, em Banguecoque, na Tailândia.

## Recordes
Antes desta competição, os recordes mundiais e do campeonato nesta prova eram os seguintes:
|                       | Nome                      | Nacionalidade | Tempo     | Local    | Data                  |
| --------------------- | ------------------------- | ------------- | --------- | -------- | --------------------- |
| Recorde mundial       | Lamecha Girma             | Etiópia       | 7m 52s 11 | Paris    | 9 de junho de 2023    |
| Recorde do campeonato | Khamis Abdullah Saifeldin | Catar         | 8m 16s 00 | Colombo  | 2002                  |
| Recorde asiático      | Saif Saaeed Shaheen       | Catar         | 7m 53s 63 | Bruxelas | 3 de setembro de 2004 |

## Medalhistas
| Ouro             | Prata                      | Bronze             |
| Ryoma Aoki (JPN) | Yaser Salem Bagharab (QAT) | Seiya Sunada (JPN) |

## Cronograma
Todos os horários são locais (UTC+7)
| Data        | Hora  | Evento |
| ----------- | ----- | ------ |
| 14 de julho | 17:15 | Final  |

## Resultado final
A final ocorreu no dia 14 de julho às 17:15.
| Posição           | Atleta                | Nacionalidade  | Tempo    | Notas           |
| ----------------- | --------------------- | -------------- | -------- | --------------- |
| Medalha de ouro   | Ryoma Aoki            | Japão          | 8:34.91  |                 |
| Medalha de prata  | Yaser Salem Bagharab  | Catar          | 8:37.11  |                 |
| Medalha de bronze | Seiya Sunada          | Japão          | 8:39.17  |                 |
| 4                 | Bal Kishan            | Índia          | 8:46.98  | Recorde pessoal |
| 5                 | Adam Ali Musab        | Catar          | 8:53.71  |                 |
| 6                 | Wesam Al-Farsi        | Arábia Saudita | 9:02.68  |                 |
| 7                 | Za Xiciren            | China          | 9:06.25  |                 |
| 8                 | Pandu Sukarya         | Indonésia      | 9:10.49  |                 |
| 9                 | Tanes Somduan         | Tailândia      | 9:50.10  | NU20R           |
| 10                | Pongsurachat Wongchai | Tailândia      | 10:20.76 | Recorde pessoal |
| 99                | Bader Ali Al-Amrani   | Arábia Saudita | DNF      |                 |
| 99                | Mohd Noor Hasan       | Índia          | DNF      |                 |
| 99                | Nguyễn Trung Cường    | Vietname       | DNF      |                 |

Legenda
| Recorde mundial       | Recorde mundial (World record)               |                       | Recorde africano                      | Recorde africano (African) |                                           | Q | Classificado por posição (Qualified) |
| Recorde do campeonato | Recorde do campeonato (Championship record)  | Recorde da América    | Recorde da América (Americas)         | q                          | Classificado por melhor tempo (Qualified) |   |                                      |
| Melhor marca do ano   | Melhor marca do ano (World leading)          | Recorde asiático      | Recorde asiático (Asian)              | DNS                        | Não largou (Did not start)                |   |                                      |
| Recorde nacional      | Recorde nacional (National record)           | Recorde europeu       | Recorde europeu (European)            | DNF                        | Não terminou (Did not finish)             |   |                                      |
| Recorde pessoal       | Recorde pessoal do atleta (Personal best)    | Recorde da Oceania    | Recorde da Oceania (Oceania)          | DSQ / DQ                   | Desclassificado (Disqualified)            |   |                                      |
| Recorde da temporada  | Recorde da temporada do atleta (Season best) | Recorde sul-americano | Recorde sul-americano (South America) | NM                         | Sem marca (No mark)                       |   |                                      |